# 神田裕子
神田 裕子（かんだ ゆうこ）は、北海道札幌市出身の心理カウンセラー。オフィスレアリーゼ代表。カサンドラ・ラボ代表。ルーテル学院大学臨床心理コース卒業、立教大学大学院21世紀社会デザイン研究科博士前期課程修了。
2025年、発達障害や精神疾患のある人を「困った人」と表現した著書『職場の「困った人」をうまく動かす心理術』をめぐり、内容が偏見や差別を助長するとの批判が相次ぎ、社会的な論争となった。

## 経歴
高校時代から演劇に打ち込み、東京の劇団に所属した経験を持つ。
藤女子大学文学部を中退後、20代から一般企業で秘書として勤務。1989年、所属していた心理学研究所の派遣により、札幌市内の専門学校・短期大学で教鞭を執り、同時に学生相談室でカウンセリング業務に従事した。
1996年、札幌市後援によりアメリカ・ポートランド市にて市民の意識と実態に関するカウンセリング調査に携わる。帰国後、同年3月に 『ゆうカウンセリングオフィス』を設立。
1998年より北海道庁のメンタルヘルス講座や調査を担当。その後、北海道各地の官公庁や全国の一般企業を対象に講演・研修活動を開始した。
1999年、労働省認定産業カウンセラー資格（当時）を取得。また心理相談員資格も取得。
2001年に法人化し『ナチュラルハート』を設立。2004年、心理カウンセラーを養成するスクールを北海道各地に続き、熊本や東京にも開校し、EAP事業を開始した。
自身で定めた50歳定年制を実施し、2014年に会社を譲渡。同年『オフィスレアリーゼ』を設立。上智大学グリーフケア研究所にも所属した。同年、ルーテル学院大学臨床心理コースに社会人編入学し、2019年春卒業時に成績優秀賞を受賞。立教大学大学院21世紀社会デザイン研究科（博士前期課程）に進学。
2019年8月、バウムクーヘンプロジェクトを発足。写真集『BAUMKUCHEN 私たちは今、ようやく素直に美しい』をプロデュースし、同年12月に株式会社ユサブルより出版した。同写真集では19名の50代中心の女性をプロデュース対象とし、女性の社会的課題を広く提言することを目的とした。クラウドファンディングでは目標金額200万円を大きく上回る300万円の出資を集めた。
2021年春、立教大学大学院修士号を取得。同年4月、発達障害やグレーゾーン、そのパートナーや家族、同僚等のカサンドラ症候群を支援する団体「カサンドラ・ラボ」を立ち上げた。7月より団体で語りの場「カサラボカフェ」と勉強会「スライバーズクラブ」をオンラインで運営し、講演会や研修会も実施。リアル東京会、リアル札幌会も設置された。2023年4月からは、発達障害とカサンドラがともに学ぶ異文化交流・学びの会員制サロン「つばらつばら」に統合している。
TV、ラジオ、雑誌などのメディア出演歴があり、北海道放送、北海道文化放送ではそれぞれ数年間コメンテーターを務めた。

## 論争
2025年4月24日に三笠書房から発売された著書『職場の「困った人」をうまく動かす心理術』について、表紙カバーや目次が公表された段階で、発達障害や精神疾患のある人を「困った人」と表現し、動物に擬人化したイラストで描くなどの内容が、偏見や差別を助長するのではないかとSNSや報道で批判が相次いだ。本書では、自閉スペクトラム症（ASD）や注意欠如・多動症（ADHD）、愛着障害、トラウマ障害、うつ病、自律神経失調症、更年期障害、適応障害、不安障害、パニック障害などを持つ人々を「真面目ないい人」を苦しませる「職場の困った人」としてタイプ分類し、それぞれの特徴や対応策を紹介している。本書で例示されているASDやトラウマ等の状態は、国際的な診断基準とは大きく異なっており、「異臭を放ってもおかまいなし（ASD）」「同僚の手柄を平気で横取り（ADHD）」など、特異な事例を強調した表現や、発達障害や精神疾患を持つ人々を「困った人」としてサルやナマケモノといった動物に例えるイラストが用いられている。これに対し、障害者団体や専門家から「障害に対する誤解や差別、偏見を助長する」との指摘があり、日本自閉症協会は公式声明を発表、発達障害当事者協会も出版社に質問状を提出した。また、出版差し止めを求める署名運動も起きた。イラストを担当したイラストレーターは、編集部の指示で動物キャラクターに描き直した経緯を明かして謝罪した。神田は「差別意識はなく、『愛しいもの』『ピュアなもの』の象徴として動物に見立てた」と説明している。三笠書房は「ご不快な思いをさせてしまったことに対してお詫び申し上げる」と謝罪し、著者や家族への誹謗中傷が発生していることから、法的措置をとる方針を示した。
また、著書の表紙やSNS、ホームページなどで産業カウンセラーの肩書きを用いていたが、出版時点では産業カウンセラー資格を有していないことが判明し、その後、「心理カウンセラー」に修正された。

## 私生活
40代で娘を出産し、長年連れ添った夫と一時は戸籍を抜いて事実婚の形をとっていたが、2024年4月に同じパートナーと再入籍した。現在は夫と娘の3人で暮らしている。

## 著作

### 単著
- 『はじめての「自分で治す」こころの教科書―ひとりでできる、心のワークブック14日間』　Clover出版、2016年6月、ISBN 978-4-7825-9007-2
- 『最高の「考え方」:「自分が好きになる」心理アプローチ大全』 Clover出版、2019年8月、ISBN 978-4-9080-3331-5
- 『パートナーが発達障害かも？と思ったときに読む本』すばる舎、2023年4月、ISBN 978-4-7991-1089-8
- 『職場の「困った人」をうまく動かす心理術』三笠書房、2025年4月、ISBN 978-4-8379-4015-9

### 監修
- 『BAUMKUCHEN 私たちは今、ようやく素直に美しい』監修、バウムクーヘンプロジェクト2019著、ユサブル、2019年12月、ISBN 978-4-9092-4927-2
- 『5分でわかる友だち術 (小学生実用BOOKS)』監修・指導　上條正義、菅原徹、はっとりみどり、橘皆無、吉永安里、橘皆無 共著、学研プラス、2021年2月、ISBN 978-4-0520-5272-9

## 活動

### 公職・資格
- 経済産業局アントレプレセミナー「ビジネスアイディアコンテスト審査員」（H14年度)
- 広報広聴推進委員（H13・14年度）
- 北海道地方活性化員（H12・13・14年度）
- 北海道人事委員会　「北海道職員等採用上級試験における人物試験の評定員」（H13～）
- 札幌市経済局「札幌市新商品・新技術開発審査委員会委員」（H16・17年度）
- 北海道経済部「北海道産業政策アカデミー委員」（H15年度）
- 北海道女性起業家ネットワーク代表（H11～15年度）
- 北海道産業保健推進センター特別相談員
- 日本カウンセリング学会会員
- 日本社会デザイン学会会員
- 認定心理士
- 中災防認定心理相談員
- 日本アンガーマネジメント協会認定シニアファシリテーター
- NLPサンタフェ認定マスターコース修了